# Алтайские казахи
Алтайские казахи (каз. Алтай қазақтары) — казахская диаспора в Кош-Агачском районе Республики Алтай в России. Казахи в этом районе составляют 53,37 % от всего населения района — примерно 10 200 человек, в столице республики Горно-Алтайске проживает 2,23 % — около 1250 человек. Во всей республике казахская диаспора является третьей по численности после русских и алтайцев. Также их называют кошагачскими или чуйскими казахами. Перекочевали в Чуйскую степь Центрального Алтая в период столыпинских реформ. В составе диаспоры также переселенцы из Китая и Монголии. Основное занятие — животноводство. Поддерживают связи с казахами Катон-Карагайского района Восточно-Казахстанской области Казахстана.
Казахи больше века живут в Южном Алтае, обособленно от остального населения, и составляют 6 % населения Республики Алтай. Из них 80 % населяют пять сёл Кош-Агачского района: Кош-Агач, Тобелер, Жана-Аул, Беляши, Теленгит-Сортогой), 15 % — в Усть-Канском районе (в селе Тураты), остальные рассеяны по всей республике.
На территории Южного Алтая в Кош-Агачском районе проживает особая этническая группа казахов. Массив этнографических собраний по культуре алтайских казахов, представленный на данной территории составляет более 1,5 тыс. предметов.

## История

### Набеги казахов на Алтай в XVIII веке
В монгольских материалах (1883 год) российского географа и этнографа Г. Н. Потанина содержались фольклорные сюжеты о противостоянии алтайцев и казахов.
В действительности казахские отряды осуществили набеги на алтайские кочевья XVIII веке после разгрома Джунгарии. 
В 1758 на теленгитов неоднократно нападали казахи Среднего жуза. В конце октября того же года по реке Катунь осталось лишь до пятисот кибитов теленгитов. В 1759 на Алтай пришёл казахский отряд во главе с Кошкарбаем, Бараком и Худай-Берди. Кошкарбай дошёл до Катуни, где пленил многих теленгитов.
Враждебные действия казахов против алтайцев были прекращены в начале 1760-х годов, когда была построена Колывано-Кузнецкая оборонительная линия и Бухтарминское укрепление. 

### Появление казахов в Горном Алтае
Изучение территории Алтая и Восточного Казахстана в начале XIX века проводилось многочисленными экспедициями российских учёных: этнографические экспедиции земских чиновников A.M. Горохова и Г. И. Спасского (1803—1805 гг.); экспедиция горного инженера И. П. Шангина (1816 г.); экспедиции Ф. А. Геблера (1810—1830-е гг.); экспедиция академика К. Ф. Ледебура с А. А. Бунге и К. А. Мейером из Тартуского университета (1826 г.). По результатам экспедиций были составлены полные описания региона, быта коренного населения Алтая Прииртышья. Однако в описаниях отсутствовали какие-либо упоминания о наличии казахских кочевий на Алтае.
Первым упомянул казахов на территории Алтая, а именно в Чуйской степи, в своей работе Василий Радлов, который находился там летом 1870 года:

Здесь, должно быть, в прошлом жили киргизы.
— 1870
В те годы ещё не было активного переселения, оно наступит позже.
Одними из первых на Алтай перекочевали казахи из рода Кольджибаевых (Сарыкалдаковых). Изначально они проживали в принадлежащих Китаю урочищах Чингистай и Арчеты, но в 1860-х, когда их начали стеснять соседние племена, они перекочевали к Ховду, но местные условия не подошли для их комфортной жизни. Поэтому в 1880 году они переселились обратно, когда Чингистай и Арчеты находились в составе России и были заняты другими племенами. Тогда Кольджибаевы (Сарыкалдаковы), с согласия зайсанов Первой Чуйской Волости и Второй Чуйской Волости, перекочевали на теленгитские земли. Тогда князь Второй Чуйской Волости Очурдяп Мангдаев определил им земли для проживания, это были долины рек Тархата, Ясатер и Чаганбургазы. За это Кольджибаевы (Сарыкалдаковы) платили зайсану 50-100 рублей в год, так как территория волости находилась в собственности зайсана. По другим данным казахи платили по 500 рублей в год.
В 1893 году на Чую прикочевало порядка 100 кибиток казахов Чингистайского рода. Они являлись российскими подданными и были приписаны к волостям Семипалатинской области. Однако эти казахи вели себя на Чуе весьма агрессивно - угоняли скот, разоряли и захватывали кочевья коренного населения. Российские власти в 1894 году выдворили большая часть казахов за пределы Горного Алтая. Но некоторая часть сумела закрепиться на Чуе.
Позже перекочевавшие казахи были приписаны ко Второй Чуйской Волости. По переписи 1897 года на Чуе проживало 559 казахов.
B. В. Сапожников и В. И. Верещагин, работавшие в 1880—1900-е гг. над составлением описания горных ущелий и речных долин, находящихся в зоне китайско-российской границы, описали многочисленные казахские аулы в пограничных урочищах Русского Алтая, с обозначением маршрутов их кочёвок.
В 1894—1905 гг. при земельной части управления Алтайского округа работало статистическое бюро занимавшееся «обследованием крестьянских хозяйств с целью поземельного устройства крестьян на Алтае» и переселенцами. В статистико-этнографических обзорах этого бюро впервые были официально упомянуты казахи Сарасинской инородческой управы, Черно-Ануйского миссионерского стана и Чуйской степи.
В 1913 году Вторая Чуйская Волость была упразднена, а на её месте появились Кош-Агачская волость и Киргизская волость, которая была образованна в урочище Юстыт. Казахи, которые не принял российское подданство, по договоренности с китайскими властями, подлежали выдворению на сопредельную территорию Китая. Агрессия со стороны казахов продолжалась, накаляя межэтническую обстановку. Чуйские теленгиты были полностью вытеснены из зоны вдоль российской границы. 
В 1917 году в южном Горном Алтае насчитывалось около двух тысяч казахов.